# Mizuko kuyō

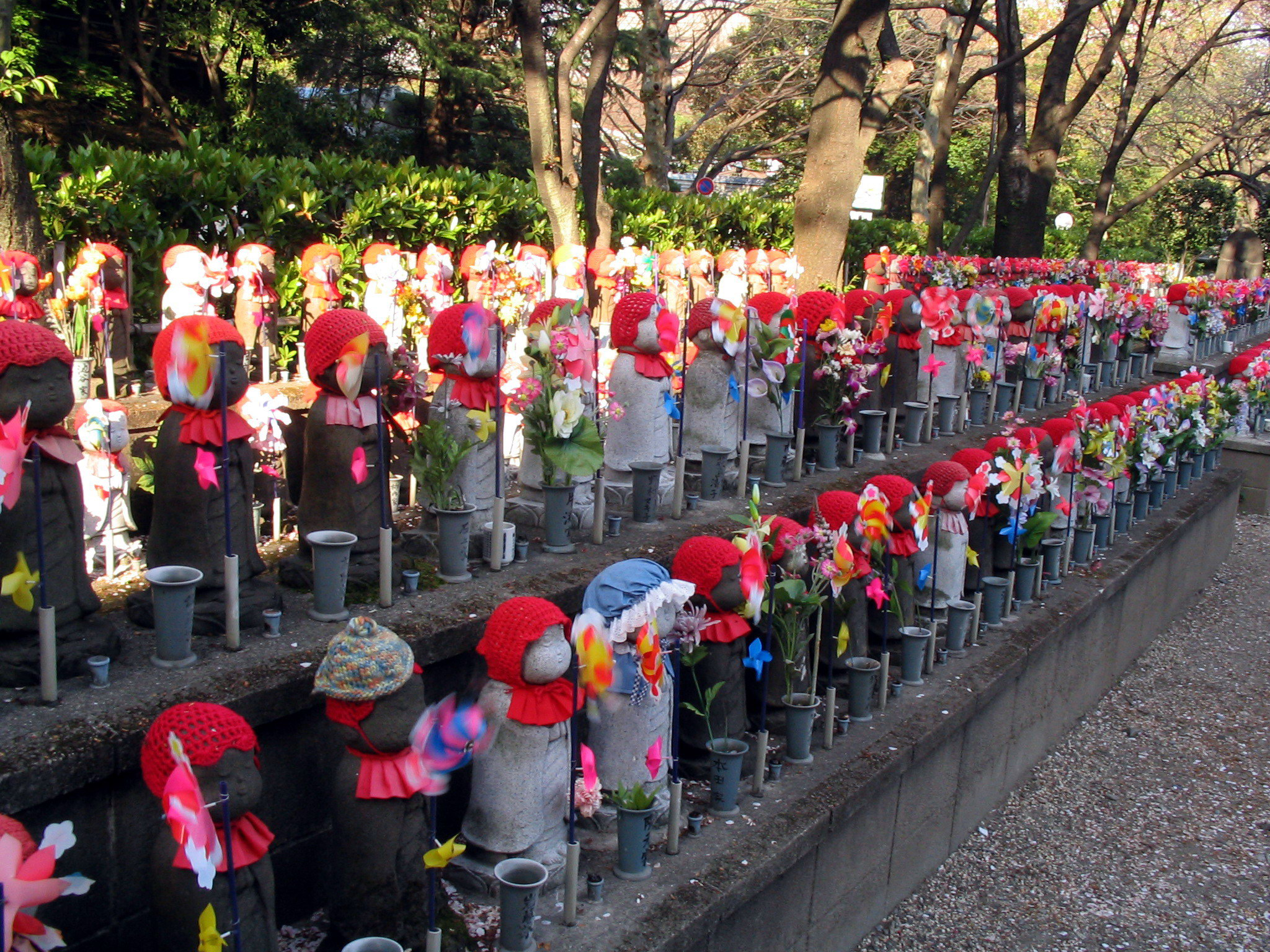
Estatuas Jizo en el templo Zojo-ji en Tokio.

Mizuko kuyo (水子供養 Mizuko kuyō?, "servicio memorial para un feto abortado") es una ceremonia japonesa para las mujeres que han sufrido un aborto espontáneo, aborto inducido o mortinato. Esta práctica es más evidente desde la creación de santuarios en la década de 1970 para tal ritual, con el fin de la tranquilidad de la gestante, descanso del alma del feto y evitar la venganza del espíritu del bebé. Originalmente el mizuko kuyo fue usado para ofrendar a Jizo (Ksitigarbha), un Bodhisattva supuesto protector de los niños. Durante el Período Edo, cuando una embarazada era empujada a cometer aborto o infanticidio por su pobreza, la práctica era adaptada para satisfacer la situación. Hoy día, la práctica del mizuko kuyo continúa en Japón, aunque no es claro su autenticidad histórica en las prácticas del budismo en Japón. La ceremonia varía entre templos, escuelas e individuos. Es común que en los templos budistas para el propósito el ofrecer estatuillas de Jizo vestidas a lo largo de los pasillos. Algunos de estos servicios han sido criticados por aprovecharse y abusar de las creencias que los japoneses tienen acerca de la posible venganza de los espíritus de los bebés abortados.